# Wiehl (Agger)
Die Wiehl ist ein 33,6 km langer, orografisch linker Nebenfluss der Agger in Nordrhein-Westfalen, Deutschland. Sie ist das längste nur im Oberbergischen Kreis fließende Gewässer und drittlängster Aggerzufluss.

## Name
Das Gewässer wurde 1464 als „die Weel“ erstmals schriftlich erwähnt. Der gleichnamige Ort wurde im Jahr 1131 Wila genannt. Der Name steht wohl in Zusammenhang mit dem urindogermanischen Wort *h2u̯i-ló- für „(Fluss-)lauf“.

## Geographie

### Verlauf
Die Wiehl entspringt im Bergischen Land in der Gemeinde Reichshof. Ihre Quelle liegt etwa 700 m nördlich des Ortsteils Hahn am Südhang der Silberkuhle (514,6 m) auf einer Höhe von 446 m ü. NHN.
Zunächst fließt die Wiehl in südlicher Richtung und durchfließt den Reichshofener Ortsteil Wiehl. Bei Wildbergerhütte wird sie vom Aubach (Lage) gespeist und wendet ihren Lauf nach Westen. Zwischen Nespen und Brüchermühle wird sie zur Wiehltalsperre aufgestaut. Nach dem Passieren von Brüchermühle wird sie zum Stauweiher Bieberstein aufgestaut. Von hier an fließt sie vorrangig in nordwestlicher Richtung.
Nachdem die Wiehl die Ortschaften Oberwiehl, Wiehl, Bielstein und Weiershagen durchflossen hat, mündet sie bei Wiehlmünden auf 145 m ü. NHN in die Agger.

### Zuflüsse
Im Folgenden werden die namentlich bekannten Zuflüsse der Wiehl von der Quelle bis zur Mündung aufgeführt. Angegeben wird die orografische Lage, die Länge in Kilometer (km) gerundet auf eine Nachkommastelle und die Größe des Einzugsgebiets in Quadratkilometer (km²) gerundet auf zwei  Nachkommastellen nach dem Topographischen Informationsmanagement (TIM), der mittlere Abfluss (MQ) in Liter pro Sekunde (l/s) gerundet auf zwei  Nachkommastellen nach dem Fachinformationssystem ELWAS, der Ort der Mündung und die Mündungshöhe.
- Mückensiefen (links), 1,1 km, 0,54 km², 12,74 l/s
- Hahner Bach (rechts), 0,8 km[6]
- Hesperter Bach (rechts), 3,7 km, 4,62 km². 120,24 l/s
- Hardter Bach (links), 1,4 km, 1,30 km², 32,88 l/s
- Welper Bach (rechts), 1,0 km[6]
- Aubach (links), 4,2 km, 8,43 km², 218,63 l/s, bei Wildbergerhütte auf 309 m ü. NHN
- Hamerter Bach (rechts), 2,6 km, 1,92 km², 50,11 l/s, bei Hamert auf 304 m ü. NHN
- Elbach (links), 1,7 km, 1,67 km², 41,26 l/s
- Lüsberger Bach (rechts), 1,2 km, 0,67 km², 16,76 l/s
- Dreschhauser Bach (rechts), 2,8 km, 2,89 km², 72,55 l/s, nach Nespen in die Wiehltalsperre auf 292 m ü. NHN
- Dreschbacher Bach (rechts), 1,8 km, 1,03 km², 24,59 l/s
- Hohler Bach (rechts), 2,0 km, 1,22 km², 28,23 l/s
- Streesharthbach (links), 2,8 km, 4,50 km², 69,62 l/s, in ein Vorstaubecken der Wiehltalsperre auf 304 m ü. NHN
- Finkenrather-Bach (rechts), 1,9 km, 1,18 km², 27,42 l/s
- Schalenbach (links), 1,2 km, 0,80 km², 18,09 l/s
- Herzsiefen (links), 1,7 km, 0,93 km², 21,37 l/s
- Fürkener Bach (rechts), 1,3 km, 0,60 km², 13,94 l/s
- Asbach (links), 7,1 km, 14,58 km², 350,64 l/s, bei Brüchermühle auf 228 m ü. NHN
- Grünenbach[7] (links), 1,2 km, 0,93 km², 20,56 l/s
- Giershausener Bach (rechts), 2,5 km (mit Schemmerhauser Siefen 3,2 km), 3,30 km², 74,97 l/s
- Heienbacher Siefen (rechts), 1,1 km, 0,63 km², 13,34 l/s
- Haansiefen (rechts), 0,2 km[6]
- Golber Siefen (Demigsiefen) (links), 1,1 km, 0,51 km², 10,52 l/s
- Angfurter Bach (rechts), 2,5 km, 3,11 km², 74,21 l/s, vor Oberwiehl auf 198 m ü. NHN
- Dreisbach (rechts), 6,2 km, 15,57 km², 383,91 l/s, bei Oberwiehl auf 194 m ü. NHN
- Oberholzener Bach (rechts), 2,9 km, 1,48 km², 33,81 l/s, vor Wiehl auf 191 m ü. NHN
- Stichelsbergsbach (rechts), 1,5 km, 0,81 km², 19,98 l/s
- Mottelbach (links), 2,3 km, 2,24 km², 53,33 l/s, bei Wiehl auf 184 m ü. NHN
- Beckenbach (links), 0,7 km[6]
- Alpebach (rechts), 9,5 km, 13,24 km², 331,74 l/s,  nach Wiehl auf 174 m ü. NHN
- Bomiger Siefen (rechts), 1,2 km, 0,93 km², 22,63 l/s
- Tempels Siefen (rechts), 0,6 km[6]
- Bechbach (links), 4,1 km, 4,70 km², 110,70 l/s, bei Bielstein auf 166 m ü. NHN
- Ülpebach (links), 4,2 km, 6,72 km², 160,00 l/s, in Bielstein auf 163 m ü. NHN
- Kesbrichsiefen (links), 1,8 km, 1,87 km², 42,27 l/s
- Hückhauser Bach (rechts), 1,3 km, 0,99 km², 23,85 l/s
- Wiehlsiefen (rechts), 0,8 km[6]
- Molbach (links), 2,5 km, 1,70 km², 38,59 l/s, vor Wielmünden auf 146 m ü. NHN

## Hochwasser
Am 3. Mai 2001 kam es nach sintflutartigen Regenfällen zu als Jahrhunderthochwasser bezeichneten Überschwemmungen, von denen Straßen unterspült und zum Teil weggerissen wurden. Zwischen 16 und 20 Uhr fielen 110 Liter Niederschlag pro Quadratmeter. Der Monatsdurchschnitt in NRW beträgt lediglich 100 Liter.